# Сан Франческо (Тревизо)
Сан Франческо је насеље у Италији у округу Тревизо, региону Венето.
Према процени из 2011. у насељу је живело 177 становника. Насеље се налази на надморској висини од 217 м.